# Mario I Farnese

Stemma Farnese

Mario I Farnese (Latera, 1548 circa – Roma, 7 aprile 1619) è stato un condottiero italiano, 1º duca di Latera.

## Biografia
Era figlio di Pier Bertoldo II Farnese e di Donna Giulia d'Acquaviva d'Aragona, dei Duchi d'Atri, dei Conti di San Flaviano (Giulianova), ecc.
Avviato sin da giovale alla carriera delle armi, seguì nel 1577 Alessandro Farnese combattendo nelle Fiandre e nel 1595, al servizio di papa Clemente VIII, andò in soccorso dell'imperatore in Ungheria. Alla morte del duca di Ferrara Alfonso II d'Este nel 1597, succedendogli Cesare, il papa schierò Mario Farnese al comando delle artiglierie deciso a riprendersi la città di Ferrara, che capitolò nel 1598, annessa allo Stato della Chiesa. Nel 1602 fú 
creato Duca di Látera, e nel 1603 venne promosso al grado di capitano generale della Chiesa, carica confermata nel 1607 da papa Paolo V.
Morì a Roma nel 1619.

## Discendenza
Mario sposò nel 1587 Camilla Meli Lupi di Soragna (1569-1611) , Camilla Meli-Lupi era figlia di Isabella Pallavicino di Cortemaggiore. Ebbero numerosi figli:
- Francesca (Isabella) (1593-1651), suor Francesca
- Vittoria (1597-1658), religiosa
- Pier Francesco I (?-1662), 3º duca di Latera, sposò Camilla Savelli
- Ottavia, sposò Giulio Rangoni
- Giampaolo (?-1666), filosofo
- Giulia (?-1649), sposò Giovanni Alberizzi
- Diofebo (?-1621), religioso, Patriarca di Gerusalemme dei Latini
- Margherita (?-1634), religiosa
- Alessandro (?-1608)
- Francesco I (?-1625), 2º duca di Latera, Signore di Farnese, sposò Donna Costanza Salviati
- Ferdinando, cavaliere
- Virginia (?-1648), religiosa
- Gerolamo (1599-1668), cardinale, 4º e ultimo duca di Latera.

## Ascendenza
|                                                         |                                               |                                                       | Genitori                                          |  |  | Nonni |  |  | Bisnonni                                      |  |  | Trisnonni                                 |  |
|                                                         |                                               |                                                       |                                                   |  |  |       |  |  | Pier Bertoldo I Farnese, II signore di Latera |  |  | Bartolomeo I Farnese, I signore di Latera |  |
|                                                         |                                               |                                                       |                                                   |  |  |       |  |  | Pier Bertoldo I Farnese, II signore di Latera |  |  | Bartolomeo I Farnese, I signore di Latera |  |
|                                                         |                                               | Iolanda Monaldeschi                                   |                                                   |  |  |       |  |  | Pier Bertoldo I Farnese, II signore di Latera |  |  |                                           |  |
| Galeazzo I Farnese, III signore di Latera               |                                               |                                                       |                                                   |  |  |       |  |  | Pier Bertoldo I Farnese, II signore di Latera |  |  |                                           |  |
|                                                         |                                               | Battistina dell'Anguillara                            | Francesco dell'Anguillara                         |  |  |       |  |  |                                               |  |  |                                           |  |
|                                                         |                                               | Battistina dell'Anguillara                            | Francesco dell'Anguillara                         |  |  |       |  |  |                                               |  |  |                                           |  |
|                                                         |                                               | Battistina dell'Anguillara                            | Lucrezia Farnese                                  |  |  |       |  |  |                                               |  |  |                                           |  |
| Pier Bertoldo II, IV signore di Latera                  |                                               | Battistina dell'Anguillara                            |                                                   |  |  |       |  |  |                                               |  |  |                                           |  |
|                                                         |                                               | Giuliano dell'Anguillara, conte di Stabia             | Giovambattista dell'Anguillara, signore di Stabia |  |  |       |  |  |                                               |  |  |                                           |  |
|                                                         |                                               | Giuliano dell'Anguillara, conte di Stabia             | Giovambattista dell'Anguillara, signore di Stabia |  |  |       |  |  |                                               |  |  |                                           |  |
|                                                         |                                               | Giuliano dell'Anguillara, conte di Stabia             | …                                                 |  |  |       |  |  |                                               |  |  |                                           |  |
| Isabella dell'Anguillara                                |                                               | Giuliano dell'Anguillara, conte di Stabia             |                                                   |  |  |       |  |  |                                               |  |  |                                           |  |
|                                                         |                                               | Girolama Farnese                                      | Pier Luigi Farnese, signore di Montalto           |  |  |       |  |  |                                               |  |  |                                           |  |
|                                                         |                                               | Girolama Farnese                                      | Pier Luigi Farnese, signore di Montalto           |  |  |       |  |  |                                               |  |  |                                           |  |
|                                                         |                                               | Girolama Farnese                                      | Giovanna Caetani di Sermoneta                     |  |  |       |  |  |                                               |  |  |                                           |  |
| Mario I Farnese, I duca di Latera                       |                                               | Girolama Farnese                                      |                                                   |  |  |       |  |  |                                               |  |  |                                           |  |
|                                                         | Andrea Matteo III Acquaviva, VIII duca d'Atri | Giulio Antonio I Acquaviva d'Aragona, VII duca d'Atri |                                                   |  |  |       |  |  |                                               |  |  |                                           |  |
|                                                         | Andrea Matteo III Acquaviva, VIII duca d'Atri | Giulio Antonio I Acquaviva d'Aragona, VII duca d'Atri |                                                   |  |  |       |  |  |                                               |  |  |                                           |  |
|                                                         | Andrea Matteo III Acquaviva, VIII duca d'Atri | Caterina Orsini del Balzo, contessa di Conversano     |                                                   |  |  |       |  |  |                                               |  |  |                                           |  |
| Giannantonio Donato Acquaviva d'Aragona, IX duca d'Atri | Andrea Matteo III Acquaviva, VIII duca d'Atri |                                                       |                                                   |  |  |       |  |  |                                               |  |  |                                           |  |
|                                                         |                                               | Isabella Todeschini Piccolomini d'Aragona             | Antonio Todeschini Piccolomini, duca d'Amalfi     |  |  |       |  |  |                                               |  |  |                                           |  |
|                                                         |                                               | Isabella Todeschini Piccolomini d'Aragona             | Antonio Todeschini Piccolomini, duca d'Amalfi     |  |  |       |  |  |                                               |  |  |                                           |  |
|                                                         |                                               | Isabella Todeschini Piccolomini d'Aragona             | Maria d'Aragona                                   |  |  |       |  |  |                                               |  |  |                                           |  |
| Giulia Acquaviva d'Aragona                              |                                               | Isabella Todeschini Piccolomini d'Aragona             |                                                   |  |  |       |  |  |                                               |  |  |                                           |  |
|                                                         |                                               | Giovanni Battista Spinelli, I duca di Castrovillari   | Troiano Spinelli, I barone di Summonte            |  |  |       |  |  |                                               |  |  |                                           |  |
|                                                         |                                               | Giovanni Battista Spinelli, I duca di Castrovillari   | Troiano Spinelli, I barone di Summonte            |  |  |       |  |  |                                               |  |  |                                           |  |
|                                                         |                                               | Giovanni Battista Spinelli, I duca di Castrovillari   | Maria Caracciolo                                  |  |  |       |  |  |                                               |  |  |                                           |  |
| Isabella Spinelli                                       |                                               | Giovanni Battista Spinelli, I duca di Castrovillari   |                                                   |  |  |       |  |  |                                               |  |  |                                           |  |
|                                                         |                                               | Livia Caracciolo                                      | Tristano Caracciolo, signore di Ponte Albaneto    |  |  |       |  |  |                                               |  |  |                                           |  |
|                                                         |                                               | Livia Caracciolo                                      | Tristano Caracciolo, signore di Ponte Albaneto    |  |  |       |  |  |                                               |  |  |                                           |  |
|                                                         |                                               | Livia Caracciolo                                      | Beatrice Piscicelli                               |  |  |       |  |  |                                               |  |  |                                           |  |
|                                                         |                                               | Livia Caracciolo                                      |                                                   |  |  |       |  |  |                                               |  |  |                                           |  |